# Anthurium calimense
Anthurium calimense är en kallaväxtart som beskrevs av Thomas Bernard Croat och D.C.Bay. Anthurium calimense ingår i släktet Anthurium och familjen kallaväxter. Inga underarter finns listade.